# Nikolaï Tchernychevski
Nikolaï Gavrilovitch Tchernychevski (en russe : Николай Гаврилович Чернышевский), né le 12 juillet 1828 (24 juillet dans le calendrier grégorien) à Saratov et mort le 17 octobre 1889 (29 octobre dans le calendrier grégorien) dans la même ville, est un écrivain, philosophe et révolutionnaire russe. Il fut membre des narodniki.

## Biographie
Le père de Nikolaï Tchernychevski était prêtre orthodoxe à Saratov. Nikolaï commence des études au séminaire de Saratov avant de poursuivre ses études à l'université de Saint-Pétersbourg en 1846. Il sort diplômé en 1850 et revient enseigner la littérature dans un lycée de sa ville natale. Il retourne à Pétersbourg en 1852 pour prendre le poste d'éditeur en chef de la revue Le Contemporain. Cette revue lui sert à publier ses premiers essais politiques et philosophiques ainsi que ses critiques littéraires. 
Le 7 juillet 1862, il est arrêté et enfermé à la forteresse Pierre-et-Paul de Pétersbourg. Il y écrit son roman le plus connu Que faire ? qui marquera plusieurs révolutionnaires dans l'histoire de la Russie, de Lénine à Emma Goldman. Le roman paraît dans les pages du Contemporain en 1863. Après deux ans d'emprisonnement, il est jugé, reconnu coupable et condamné au bagne à vie en mai 1864. Jusqu'en 1872, il est emprisonné en travaillant dans une mine, et, de 1872 à 1883, il est exilé à Viliouïsk, en Iakoutie, puis à Astrakhan, une ville plus clémente sur les bords de la mer Caspienne. Tchernychevski obtient le droit de revenir à Saratov en 1889 ; il y meurt le 17 octobre 1889.

## Ses idées
Socialiste utopique, communiste, nihiliste ou encore libertaire, Tchernychevski ne se laisse pas facilement rattacher à une école politique ou philosophique. À la croisée des chemins, trop graphomane et trop polyvalent pour se cantonner à quelques domaines précis, il a, dans ses multiples ouvrages, puisé aux sources du socialisme utopique chrétien français et de sa propre éducation religieuse, élaboré un système politique et économique qui s'en inspirait, souhaité une révolution sans y travailler aucunement, servi — peut-être à son corps défendant — d'inspiration pour les mouvements terroristes, été considéré comme le chef des nihilistes sans peut-être en être un lui-même, et fini par être intégré à la liste des auteurs officiels d'un régime soviétique qui n'était pas le modèle qu'il défendait.
Tchernychevski est un parfait représentant de la génération des « hommes des années 60 ». Les intellectuels russes radicaux de la génération qui le précède (les « hommes des années 40 »), les Alexandre Herzen, les Bakounine, les Ivan Tourgueniev, sont pour la plupart nobles, bien éduqués, élevés en français bien plus qu'en russe, et disposent d'une fortune personnelle ; leurs goûts littéraires et artistiques, mais aussi leur philosophie et parfois leur mode de vie sont ceux de la génération romantique : leurs références se nomment Jean-Jacques Rousseau, George Sand ou Hegel. Les « hommes des années 60 », au contraire, sont roturiers (ils appartiennent à la classe des raznotchintsy, les « sans-rang », qui ne sont ni nobles, ni paysans, ni marchands), ont suivi des études dans les séminaires (beaucoup sont fils d'ecclésiastiques) puis dans les universités, doivent travailler pour vivre ; ils sont résolument matérialistes avec Ludwig Feuerbach, se réclament du positivisme d'Auguste Comte, prônent le réalisme en art. Politiquement, ils n'ont que faire des idées démocratiques réformistes, du « printemps des peuples » de 1848 et de Lamartine, mais rêvent d'une révolution socialiste assurant le bonheur des masses, la chute de la monarchie autocratique et la liberté politique, sociale, morale et sexuelle.
Pour Tchernychevski, la voie du progrès (social, économique, moral, philosophique, esthétique...) est à chercher dans la science. Celle-ci est à la fois une valeur en soi, le fondement de l'organisation économique et sociale permettant d'arriver à la prospérité économique, elle-même condition du bonheur, et un critère d'évaluation de la réalité et de jugement esthétique. Encore adolescent, il avait juré de découvrir le mouvement perpétuel, qui permettrait d'abolir toute nécessité de travail physique ; plus tard, il tente de découvrir une formule mathématique universelle qui décrive et régisse l'ensemble de la réalité. La primauté est donc donnée aux mathématiques, mais les sciences appliquées ne sont pas négligées pour autant, en particulier l'économie et la médecine (Kirsanov et Lopoukhov, deux des protagonistes de Que faire ?, sont étudiants en médecine, comme d'ailleurs Bazarov, le héros de Pères et fils, de Tourguéniev) ; on retrouve là les sources chrétiennes de Tchernychevski, dont il fut nourri dans son enfance, et qu'il retrouve plus tard chez Charles Fourier et les socialistes utopiques français : le travail physique et la maladie sont les deux fardeaux de l'homme, qu'il est nécessaire d'abolir afin de bâtir la société nouvelle, car la révolution sociale ne peut être que l'instauration d'un nouvel Éden.

## Influence politique
Il semble que Tchernychevski n'ait jamais été membre, encore moins dirigeant, d'un groupe révolutionnaire. C'est par ses écrits — ses articles dans Le Contemporain, mais aussi ses œuvres de fiction — que son influence politique s'est exercée. Quoi qu'aient pu en penser ses contemporains, il joua bien plus un rôle d'inspirateur et, dans la maigre mesure où la censure le lui permettait, de théoricien, que d'activiste. En effet, avant sa condamnation en tout cas, Tchernychevski ne publia aucun ouvrage clandestin ; ce n'est que plus tard, alors qu'il était en Sibérie, que certaines œuvres furent publiées à l'étranger par des émigrés (notamment Herzen dans son journal Kolokol, édité à Genève). Afin de ne pas mettre en danger Le Contemporain — d'autant que ce n'est pas lui, mais le propriétaire du journal, le poète Nikolaï Nekrassov, qui aurait été responsable devant la censure —, il fait passer ses idées politiques indirectement, dans des articles de critique littéraire, d'économie, de philosophie. Il s'agissait là d'une pratique qui ne lui était pas propre, bien au contraire, et professer des opinions hégéliennes ou feuerbachiennes en philosophie, ou évoquer Sand en littérature, en disaient beaucoup pour le lecteur averti. 
Pourtant, l'opinion publique, et plus encore peut-être, les forces de la police impériale, attribuaient à Tchernychevski une activité politique importante : organisation de cercles révolutionnaires clandestins, rédaction d'affiches et tracts révolutionnaires, etc. Ainsi, lorsqu'éclate une série d'incendies à Saint-Pétersbourg à l'été 1862, qu'on associe, probablement à tort, à une agitation des étudiants, beaucoup d'habitants de la capitale craignent une révolution, et on voit Fiodor Dostoïevski courir chez Tchernychevski pour le supplier de faire cesser les troubles[réf. souhaitée]. C'est certainement en toute bonne foi que Tchernychevsky lui répond qu'il n'y peut absolument rien.
C'est le personnage de Rakhmetov dans le roman Que faire ? qui deviendra l'archétype du terroriste de la Narodnaïa Volia et de ceux du Parti socialiste révolutionnaire. Ainsi, il vint un temps où chaque ville en Russie eut son propre Rakhmetov. La police tsariste, au désespoir, était confrontée à un personnage fictif qu’on ne pouvait arrêter, ni mettre en prison car c’est là qu’il était né, qu’il s’était enfui, échappant à jamais à cette société qui l’avait engendrée et qu’il devait finalement détruire en 1917.
Par admiration du roman de Tchernychevski, Lénine publia en 1902 le traité politique également intitulé Que faire ?. Néanmoins son influence sur le socialisme européen ne se limite pas à Lénine. D'autres dirigeants du socialisme russe alors jeunes et aux prises avec l'agitation de la société russe des années 1860-1880, comme Gueorgi Plekhanov, ont également été marqués par son Que faire? . L'ouvrage eut également un écho à l'international. Puisque le socialiste français Jules Guesde alors en exil en Suisse à la suite des événements parisiens de 1871 fait de la lecture de ce dernier une étape importante de sa trajectoire intellectuelle. Car il semble que cet ouvrage circulait au sein du réseau des émigrés français. Guesde mobilise notamment cette référence durant la rédaction de son Essai de catéchisme socialiste publié en 1878 à Bruxelles.
Il est le personnage principal du chapitre IV du roman de Nabokov Le Don.

## Œuvres
- Rapports esthétiques de l'art et de la réalité, 1855
- Le principe anthropologique en philosophie, 1860
- Essais sur l'époque de Gogol dans la littérature russe
- Monarchie de Juillet, Mai 1860
- Capital et travail
- Que faire ?, 1862-1863

## Postérité
L'université d'État de Saratov porte le nom de Tchernychevski.